# Nihon-tō

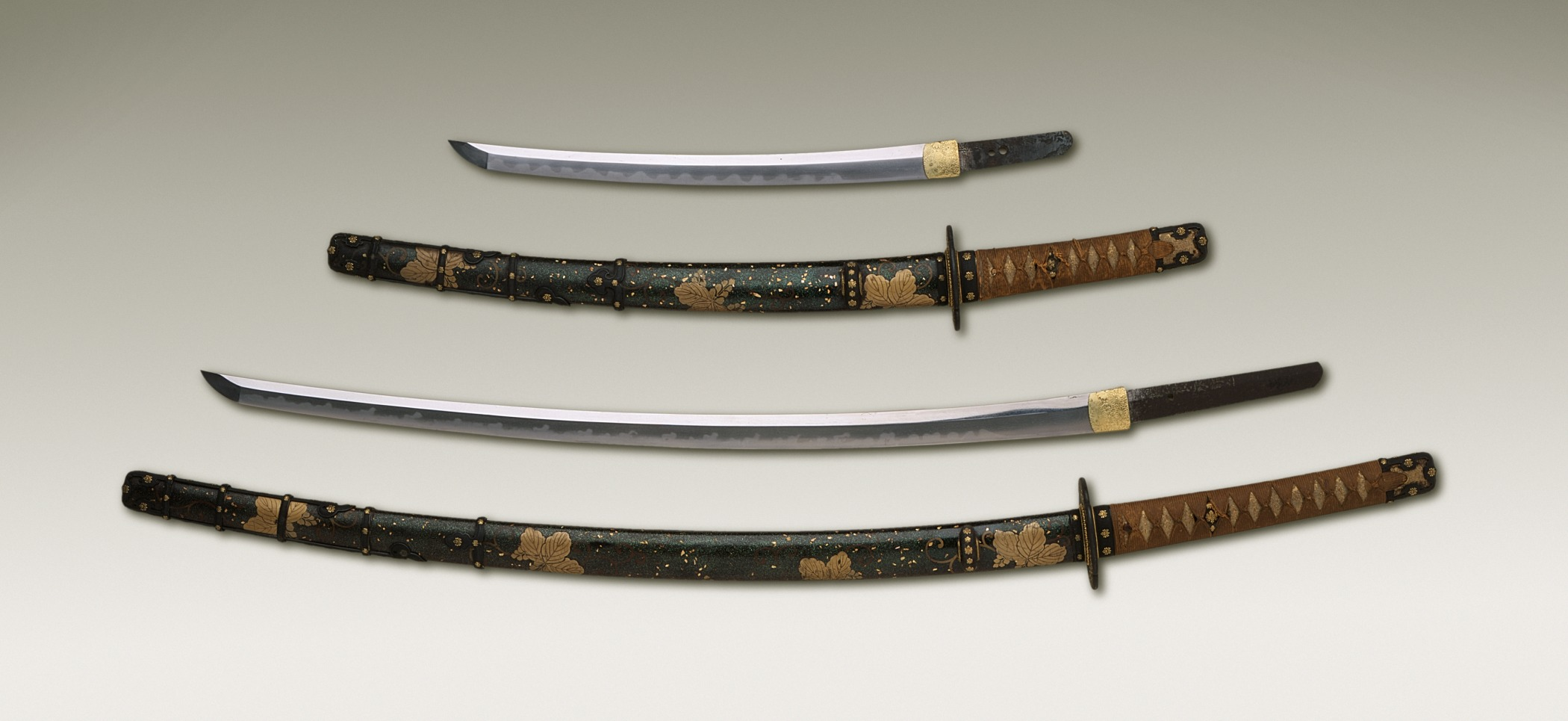
Przykładowe nihon-tō (katana i wakizashi) tworzące razem komplet (daishō)

Nihon-tō (jap. 日本刀; dosł. miecz japoński) – ogólna nazwa japońskiej siecznej broni białej, wykonywanej ręcznie, według tradycyjnych technologii. Ze względu na dosłowne tłumaczenie, nihon-tō zwyczajowo nazywane są mieczami, mimo że (poza tsurugi) nie zaliczają się do tego typu broni.
Wśród nihon-tō można wyodrębnić:
- broń długą
  - tsurugi
  - no-dachi
  - ō-dachi
  - kogarasu-maru
  - daitō
    - tachi
    - katana
- broń krótką
  - tantō
  - shōtō
    - ko-dachi
    - wakizashi

Ponadto Nihon-tō dzieli się na różne kategorie. Zalicza się do nich m.in. podział od strony historycznej:
- Jōkotō(inne języki) (上古刀) - do ok. 900r. tzw "Starożytne Miecze"
- Kotō (古刀) - ok. 900–1596r., "Stare Miecze"
- Shintō (新刀) - 1596–1780r., "Nowe Miecze"
- Shinshintō (新々刀) - 1781–1876r., "Nowe nowoczesne Miecze"
- Gendaitō (現代刀) - 1876–1945r., "Miecze Współczesne"
- Shinsakutō (新作刀) - po 1945r., "Nowo Wykonane" lub "Nowe Miecze"